# Championnat du Salvador de football 1977
Navigation
Saison précédente Saison suivante
La Primera División 1977 est la vingt-septième édition de la première division salvadorienne.
Lors de ce tournoi, le CD Águila a tenté de conserver son titre de champion du Salvador face aux onze meilleurs clubs salvadoriens.
Chacun des douze clubs participant était confronté deux fois aux onze autres équipes. Puis les huit meilleures équipes ont affronté deux fois de plus les trois autres équipes de leur groupe. Enfin les quatre meilleurs se sont affrontés lors d'une phase finale à la fin de la saison.
Seulement deux places étaient qualificatives pour la Coupe des champions de la CONCACAF et quatre pour la Coupe de la Fraternité.

## Les 12 clubs participants
| \| Sonsonate : CD Juventud Olímp. CD Sonsonate CD Águila Alianza FC CD Atlético Marte CD Águila CD Dragon Club Deportivo FAS CD Independiente Sonsonate CD Luis Ángel Firpo Alianza FC CD Atlético Marte Once Municipal CD Platense Municipal Sonsonate Universidad Barrios \| Localisation des clubs engagés dans le championnat. |
| Sonsonate : CD Juventud Olímp. CD Sonsonate CD Águila Alianza FC CD Atlético Marte CD Águila CD Dragon Club Deportivo FAS CD Independiente Sonsonate CD Luis Ángel Firpo Alianza FC CD Atlético Marte Once Municipal CD Platense Municipal Sonsonate Universidad Barrios                                                           |

| Club                               | Stade                        | Capacité          | Ville          |
| CD Águila                          | Stade Juan Francisco Barraza | 10 000            | San Miguel     |
| Alianza FC                         | Stade Cuscatlán              | 45 925            | San Salvador   |
| CD Dragon                          | Stade Juan Francisco Barraza | 10 000            | San Miguel     |
| Club Deportivo FAS                 | Stade Oscar Quiteño          | 15 000            | Santa Ana      |
| CD Independiente                   | Stade inconnu                | Capicité inconnue | San Vicente    |
| CD Juventud Olímpica               | Stade Ana Mercedez           | 8 000             | Sonsonate      |
| CD Luis Ángel Firpo                | Stade Sergio Torres          | 5 000             | Usulután       |
| CD Atlético Marte                  | Stade Cuscatlán              | 45 925            | San Salvador   |
| Once Municipal                     | Stade Simeón Magaña          | 5 000             | Ahuachapán     |
| CD Platense Municipal Zacatecoluca | Stade Antonio Toledo Valle   | Capacité inconnue | Zacatecoluca   |
| CD Sonsonate                       | Stade Anna Mercedes Campos   | 8 000             | Sonsonate      |
| Universidad Gerardo Barrios        | Complejo Deportivo España    | Capacité inconnue | Ciudad Barrios |

## Compétition
La compétition se déroule en trois phases :
- La première phase : les vingt-deux journées de championnat.
- La seconde phase : les six journées de championnat supplémentaires entre les huit meilleures équipes réparties dans deux groupes de quatre.
- La phase finale : les six journées de championnat supplémentaires entre les deux meilleures équipes de chaque groupe.

### Première phase
Lors de la première phase les douze équipes affrontent à deux reprises les onze autres équipes selon un calendrier tiré aléatoirement. 
Une règle spéciale a été instaurée pour ce classement, en effet à la mi-championnat, des points bonus ont été attribués aux équipes selon le nombre de points déjà marqués :
- Quatre points pour les équipes ayant plus de quinze points à la mi-saison (Once Municipal, Club Deportivo FAS, Alianza FC).
- Deux points pour les équipes ayant plus de dix points à la mi-saison (CD Atlético Marte, CD Águila, CD Dragon, CD Platense Municipal Zacatecoluca, CD Independiente).

Le classement est établi sur l'ancien barème de points (victoire à 2 points, match nul à 1, défaite à 0).
Le départage final se fait selon les critères suivants :
- Le nombre de points.
- Un match d'appui pour départager les équipes.

#### Classement
| Rang | Équipe                             | Pts | J  | G  | N | P  | Bp | Bc | Diff |
| ---- | ---------------------------------- | --- | -- | -- | - | -- | -- | -- | ---- |
| 1    | Once Municipal                     | 35  | 22 | 12 | 7 | 3  | 41 | 25 | +16  |
| 2    | Club Deportivo FAS                 | 34  | 22 | 12 | 6 | 4  | 36 | 20 | +16  |
| 3    | Alianza FC                         | 32  | 22 | 11 | 6 | 5  | 42 | 32 | +10  |
| 4    | CD Atlético Marte                  | 27  | 22 | 9  | 7 | 6  | 36 | 28 | +8   |
| 5    | CD Águila (T)                      | 26  | 22 | 9  | 6 | 7  | 33 | 26 | +7   |
| 6    | CD Dragon (P)                      | 26  | 22 | 8  | 8 | 6  | 26 | 26 | 0    |
| 7    | CD Platense Municipal Zacatecoluca | 25  | 22 | 8  | 7 | 7  | 25 | 25 | 0    |
| 8    | CD Juventud Olímpica               | 19  | 22 | 5  | 9 | 8  | 29 | 26 | +3   |
| 9    | Universidad Gerardo Barrios        | 18  | 22 | 7  | 4 | 11 | 27 | 37 | -10  |
| 10   | CD Independiente (P)               | 16  | 22 | 6  | 2 | 14 | 24 | 36 | -12  |
| 11   | CD Sonsonate                       | 15  | 22 | 4  | 7 | 11 | 21 | 30 | -9   |
| 12   | CD Luis Ángel Firpo                | 13  | 22 | 4  | 5 | 13 | 12 | 41 | -29  |

| Légende : Qualifications et relégations | Légende : Qualifications et relégations             |
| --------------------------------------- | --------------------------------------------------- |
|                                         | Qualifié pour la seconde phase                      |
|                                         | (T) : Tenant du titre (P) : Promu de la saison 1976 |

### Deuxième phase
Lors de la seconde phase les huit équipes restantes affrontent à deux reprises les trois autres équipes de leur groupe selon un calendrier tiré aléatoirement. 
Les deux meilleures équipes de chaque groupe sont qualifiées pour la phase finale.
Le classement est établi sur l'ancien barème de points (victoire à 2 points, match nul à 1, défaite à 0) et tient compte des résultats de la première phase.
Le départage final se fait selon les critères suivants :
- Le nombre de points.
- Le classement de la première phase.

#### Classement
| Rang | Équipe            | Pts | J | G | N | P | Bp | Bc | Diff |
| ---- | ----------------- | --- | - | - | - | - | -- | -- | ---- |
| 1    | CD Atlético Marte | 9   | 6 | 3 | 3 | 0 | 14 | 8  | +6   |
| 2    | Once Municipal    | 7   | 6 | 3 | 1 | 2 | 16 | 15 | +1   |
| 3    | Alianza FC        | 5   | 6 | 2 | 1 | 3 | 12 | 13 | -1   |
| 4    | CD Águila (T)     | 3   | 6 | 1 | 1 | 4 | 7  | 14 | -7   |

| Rang | Équipe                             | Pts | J | G | N | P | Bp | Bc | Diff |
| ---- | ---------------------------------- | --- | - | - | - | - | -- | -- | ---- |
| 1    | Club Deportivo FAS                 | 9   | 6 | 4 | 1 | 1 | 11 | 5  | +6   |
| 2    | CD Juventud Olímpica               | 8   | 6 | 4 | 0 | 2 | 12 | 9  | +3   |
| 3    | CD Platense Municipal Zacatecoluca | 6   | 6 | 3 | 0 | 3 | 11 | 13 | -2   |
| 4    | CD Dragon (P)                      | 1   | 6 | 0 | 1 | 5 | 3  | 10 | -7   |

| Légende : Qualifications et relégations | Légende : Qualifications et relégations                                           |
| --------------------------------------- | --------------------------------------------------------------------------------- |
|                                         | Coupe de la fraternité 1978 (ru) (Quarts de finale) Qualifié pour la phase finale |
|                                         | (T) : Tenant du titre (P) : Promu de la saison 1976                               |

### La phase finale
Lors de la phase finale les quatre équipes affrontent à deux reprises les trois autres équipes selon un calendrier tiré aléatoirement.
Le classement est établi sur l'ancien barème de points (victoire à 2 points, match nul à 1, défaite à 0).
Le départage final se fait selon les critères suivants :
- Le nombre de points.
- Un match d'appui pour départager les équipes.

#### Classement
| Rang | Équipe               | Pts | J | G | N | P | Bp | Bc | Diff |
| ---- | -------------------- | --- | - | - | - | - | -- | -- | ---- |
| 1    | Club Deportivo FAS   | 7   | 6 | 1 | 5 | 0 | 9  | 7  | +2   |
| 2    | Once Municipal       | 7   | 6 | 2 | 3 | 1 | 9  | 5  | +4   |
| 3    | CD Atlético Marte    | 7   | 6 | 3 | 1 | 2 | 13 | 9  | +4   |
| 4    | CD Juventud Olímpica | 3   | 6 | 0 | 3 | 3 | 4  | 12 | -8   |

| Légende : Qualifications et relégations | Légende : Qualifications et relégations                             |
| --------------------------------------- | ------------------------------------------------------------------- |
|                                         | Coupe des champions de la CONCACAF 1978 (1er Tour de qualification) |

## Bilan du tournoi
| Tableau d'Honneur     |                    |
| Compétition           | Vainqueur          |
| Primera División 1977 | Club Deportivo FAS |

| Qualifications continentales 1977-1978 |                                                                          |
| Coupe des champions de la CONCACAF     | Qualifiés                                                                |
| Premier tour de qualification          | Club Deportivo FAS Once Municipal                                        |
| Coupe de la Fraternité                 | Qualifiés                                                                |
| Quarts de finale (ru)                  | Club Deportivo FAS Once Municipal CD Atlético Marte CD Juventud Olímpica |

| Promotions et relégations   |                |
| Relégué en Segunda División | Aucun          |
| Promu de Segunda División   | CD Santiagueño |